# Castelluccio di Noto
Castelluccio di Noto és un jaciment arqueològic de la província de Siracusa, aSicília, entre les comunes de Noto i Palazzolo Acreide, que dona nom a la cultura de Castelluccio.
L'arqueòleg Paolo Orsi va descobrir el jaciment, i el va datar entre els segles XIX abans de la nostra era i el XV ae, de la primera edat del bronze siciliana. Els investigadors han identificat la ciutat, situada en un aflorament rocós, amb una mena d'acròpoli fortificada i una necròpoli.
La necròpoli conté més de 200 tombes tallades en coves artificials, excavades en les parets escarpades de la pedrera propera de La Senyora (Cava della Signora). La més monumental, anomenada "Tomba del Príncep", té una façana amb quatre pilars.
En el jaciment s'ha recuperat molta ceràmica que ara s'exhibeix al Museu Arqueològic Paolo Orsi de Siracusa, així com objectes de bronze i dues famoses làpides gravades amb símbols espirals.

## Altres excavacions
En els anys 1990, un equip d'arqueòlegs van extraure del jaciment uns 400 fragments ceràmics que s'han anat assemblant, i s'ha pogut recompondre un contenidor d'emmagatzematge en forma d'ou de 0,91 m d'alçada adornat amb bandes de corda i tres anses verticals. També s'hi trobaren dos bols fragmentats amb una separació interna, que s'han datat de la fi del III mil·lenni abans de la nostra era o de principis del II mil·lenni ae. Se'n van analitzar les restes orgàniques trobades a dins i hi havia residus d'àcids oleic i linoleic, que mostra que s'hi guardava oli d'oliva. Així, s'ha trobat l'evidència química d'oli d'oliva més antiga de la prehistòria d'Itàlia.